# فرودگاه رویال مرینس بیس چیونر
فرودگاه رویال مرینس بیس چیونر (به انگلیسی: Royal Marines Base Chivenor) یک فرودگاه نظامی است که یک باند فرود آسفالت دارد و طول باند آن ۱۸۳۳ متر است. این فرودگاه در شهر برانتون کشور انگلستان قرار دارد و در ارتفاع ۸ متری از سطح دریا واقع شده است.